# 多倫音樂廳
51°55′18″N 4°28′23″E / 51.92167°N 4.47306°E

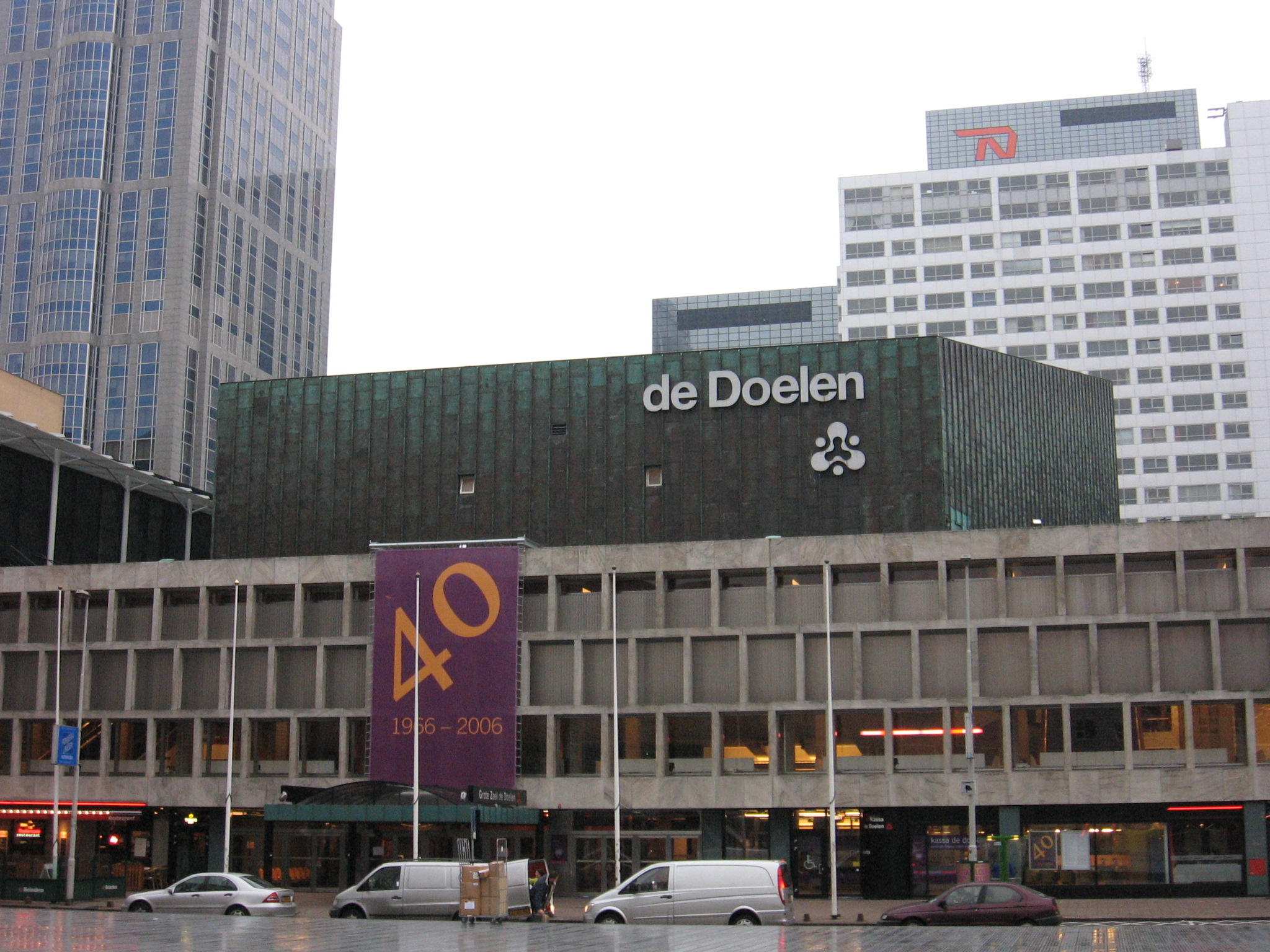
多伦音乐厅

多倫（De Doelen）音樂廳，位於荷蘭首府鹿特丹市。廳內的音樂會多為古典音樂，但也經常舉辦爵士樂或世界其他國家音樂會。音樂廳也是鹿特丹國際電影節的售票總站。著名的鹿特丹愛樂樂團常駐多倫音樂廳。

## 历史
多倫音樂廳建於1934年，第二次世界大戰時被嚴重破壞。1966年開始重建音樂廳。二戰前多倫音樂廳內只有一座演出大廳，1966年重建時又曾加了兩座演出大廳。

## 建築特色
多倫音樂廳內的演出大廳（Grote Zaal）內設有2,200個座位，其他兩個小廳內分別能容納約700位聽眾。

## 外部連結
- 官方网站（荷兰文）（英文）